# 奇利亞-基姆薩查塔山脈
16°41′S 68°43′W / 16.683°S 68.717°W

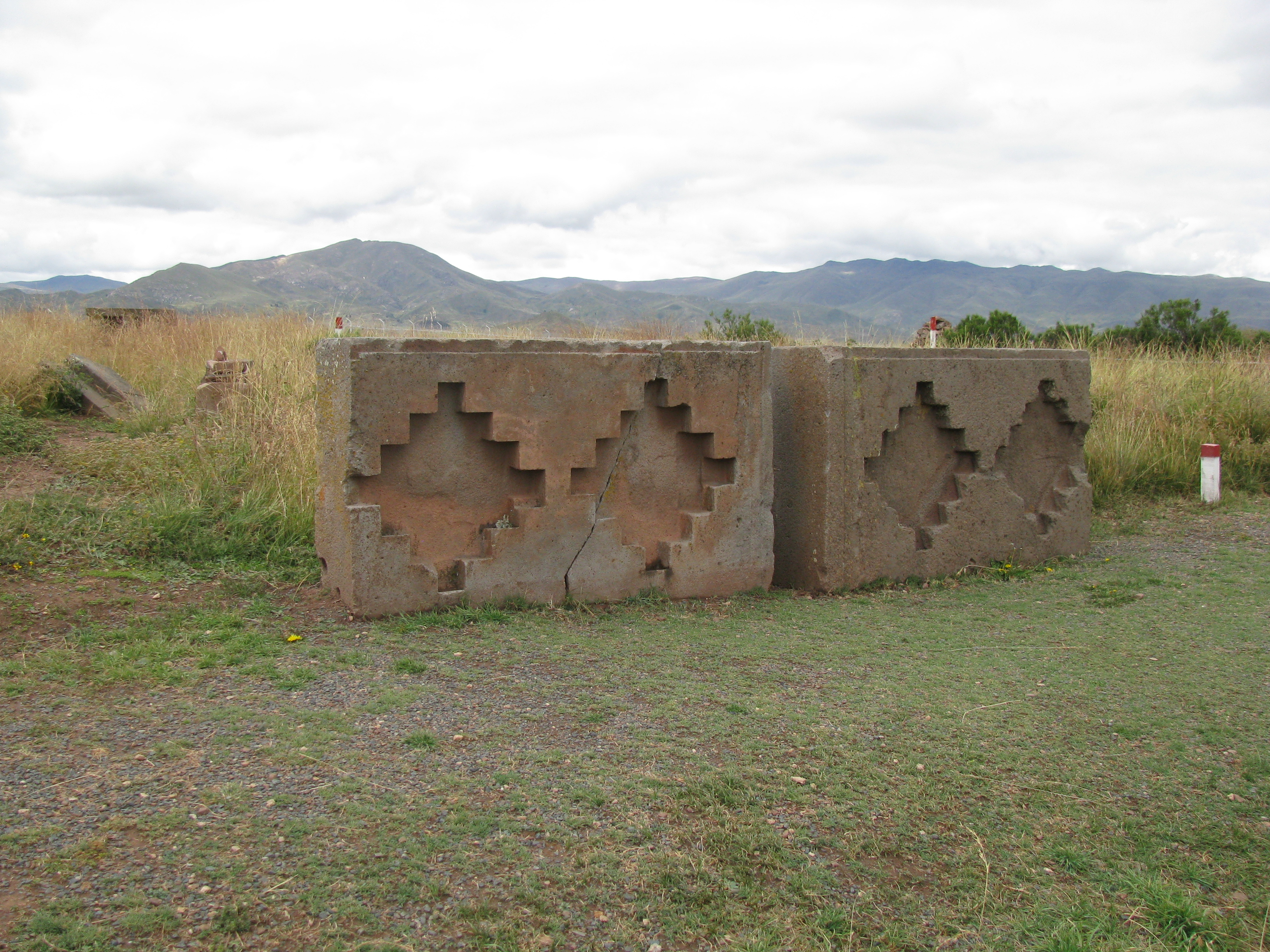

奇利亞-基姆薩查塔山脈（Chilla-Kimsa Chata mountain range），是玻利維亞的山脈，位於該國西部拉巴斯省的因加維省，處於維尼亞馬爾卡湖東南面，最高點是海拔高度4,825米。